# Phyllanthus acidus
Phyllanthus acidus là một loài thực vật có hoa trong họ Diệp hạ châu. Loài này được (L.) Skeels miêu tả khoa học đầu tiên năm 1909.

## Hình ảnh

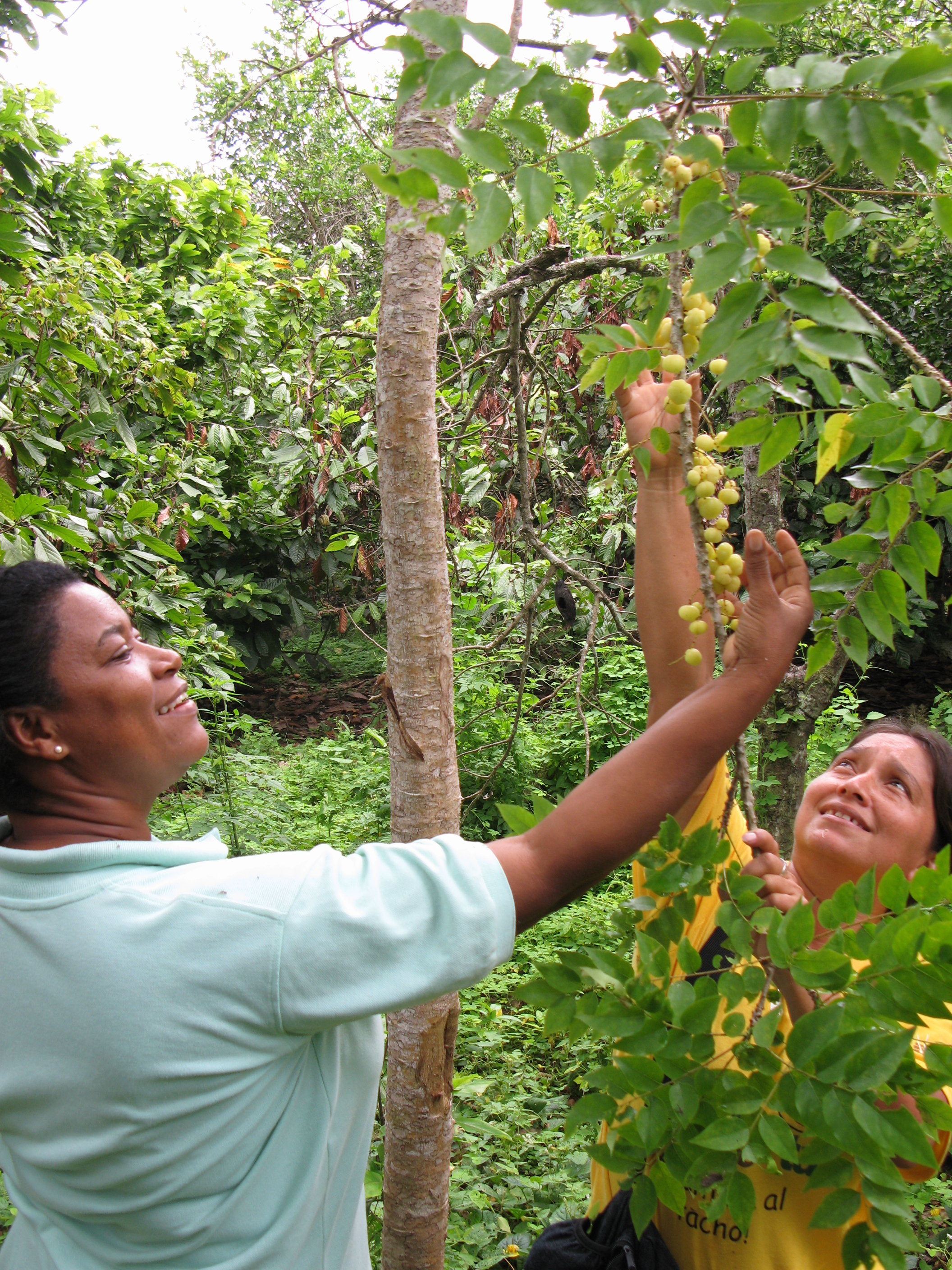
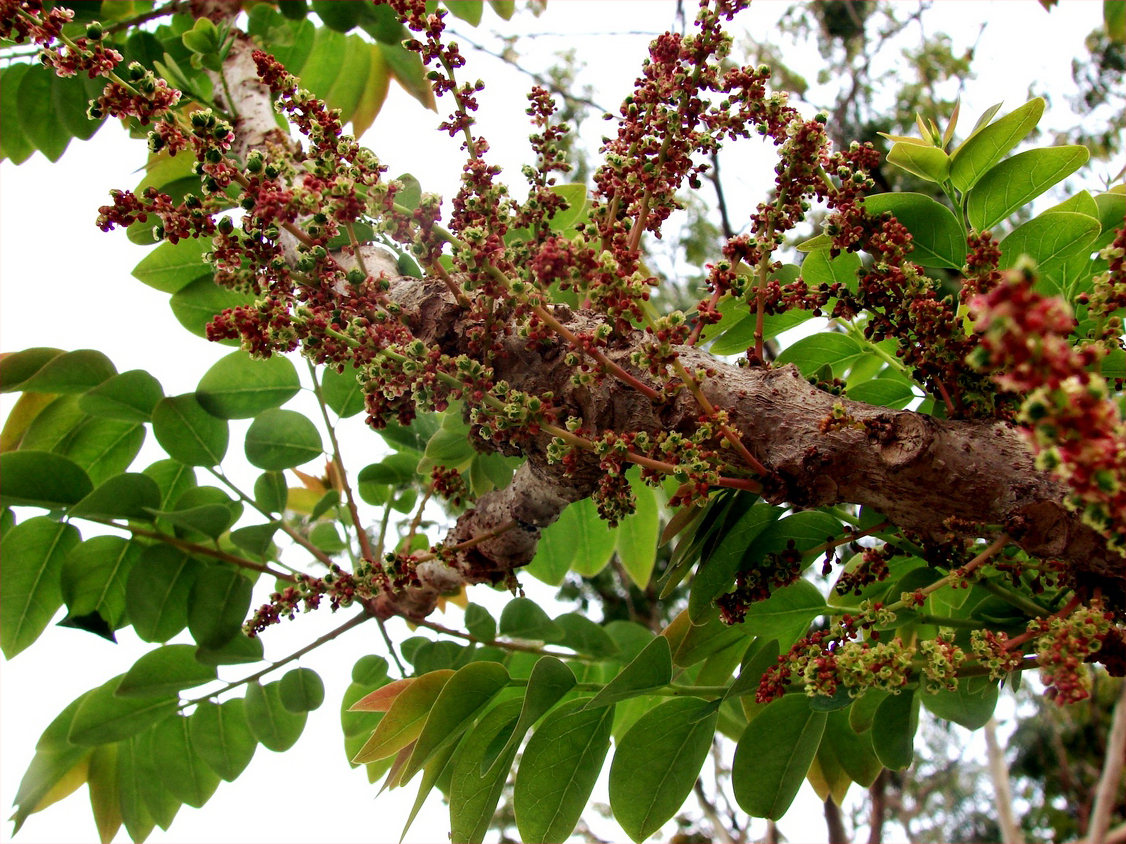
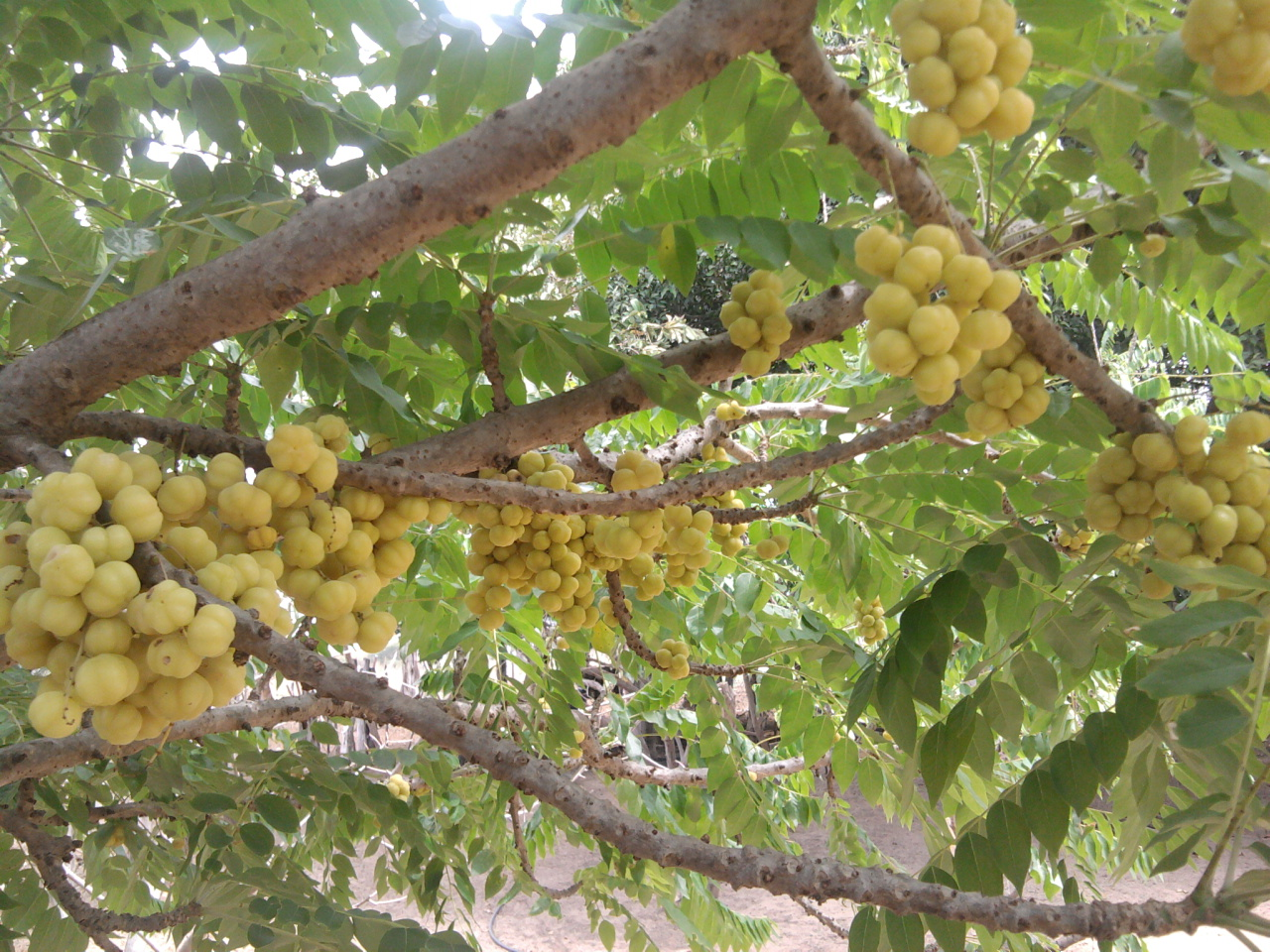
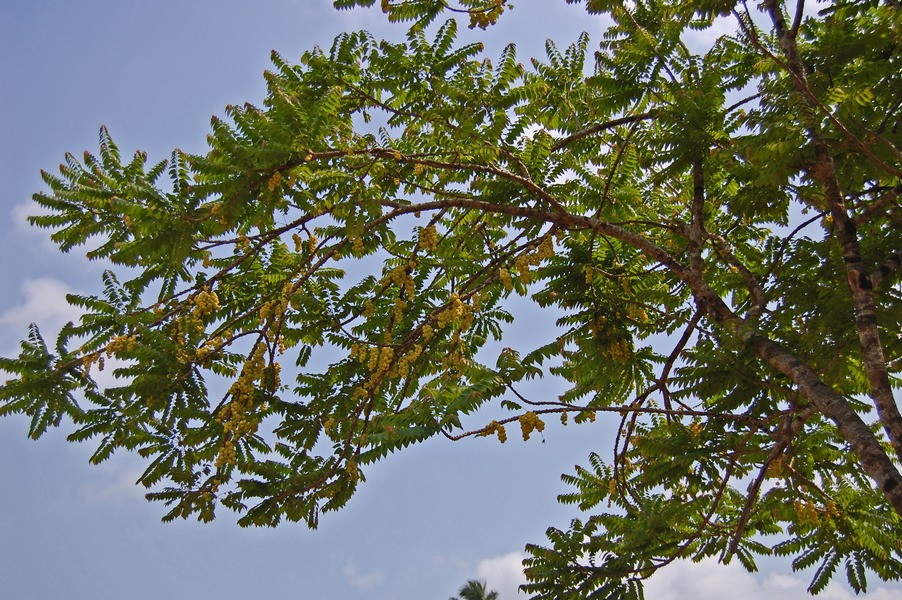
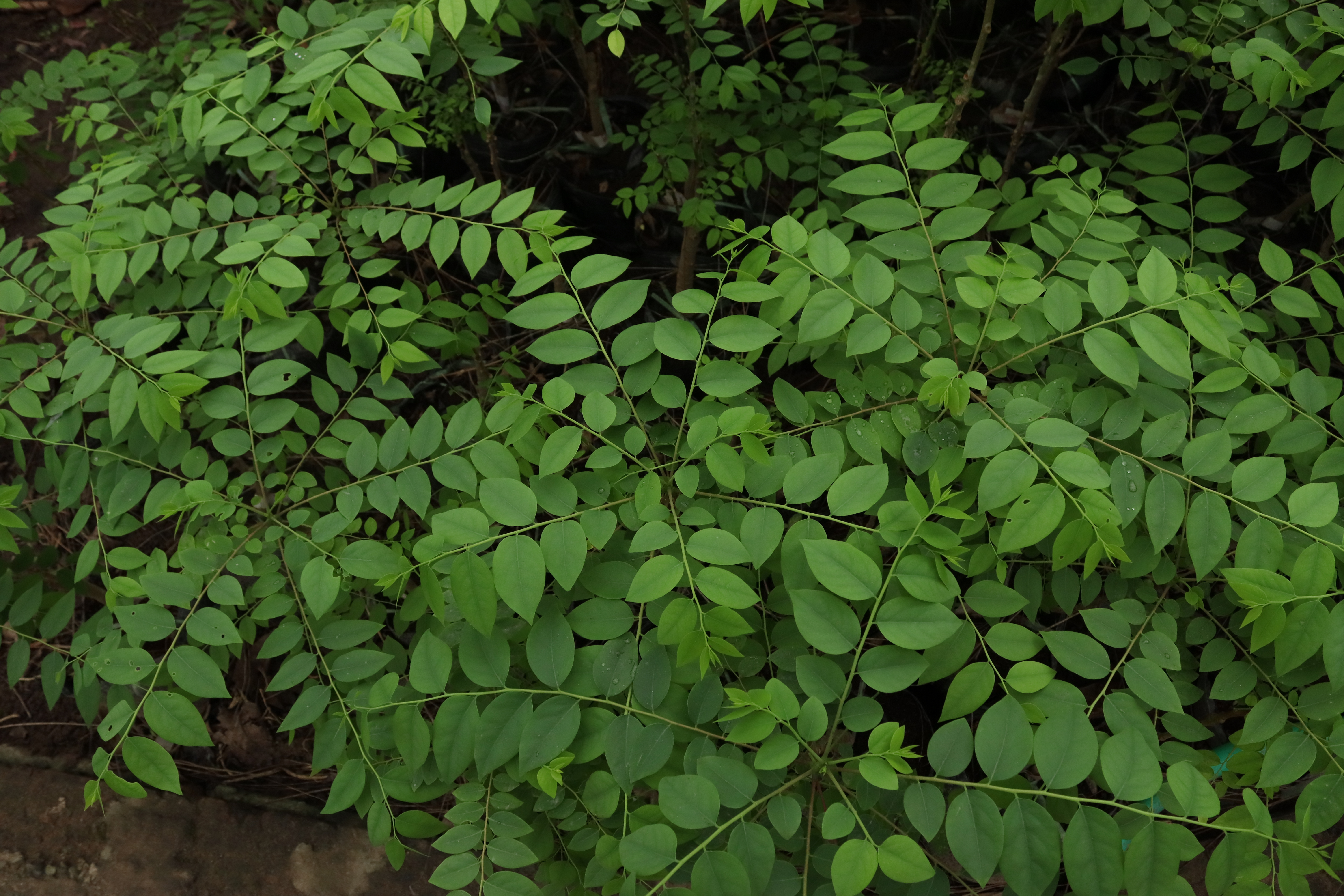
Cây giống chùm ruột